# Klintsí

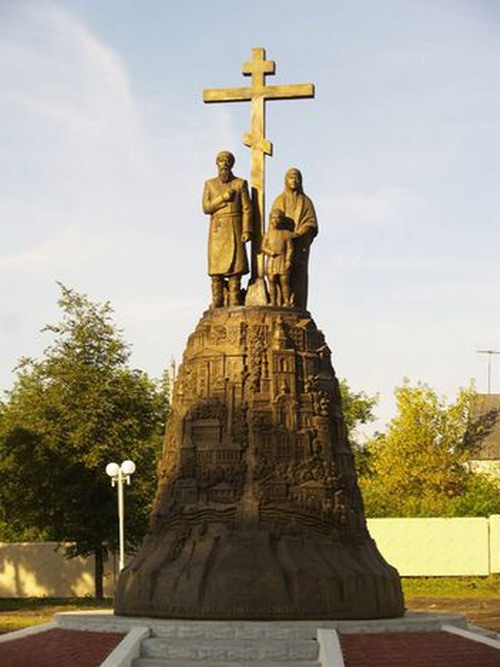
Monument als fundadors de Klintsí

Klintsí (rus: Клинцы́) és una ciutat de l'óblast de Briansk, a Rússia. Està situada a la riba del riu Turosna, 164 km al sud-oest de Briansk. La seva població al cens de 2010 era de 62.510 habitants.

## Història
Klintsí Sloboda va ser una població fundada l'any 1707 per camperols Vells creients. Rep el nom a partir del cognom dels seus primers habitants, els Klinets, en plural en rus.
L'any 1782, Klintsí era un assentament del districte de Suraj. S'hi van establir diverses cases d'impremta, sobretot de llibres litúrgics de Vells creients. El desenvolupament de la indústria d'impressió va contribuir a una alta alfabetització de la població de Klintsí.
Durant el període 1782-1796, Klintsí formava part de la Gubèrnia de Novhorod-Siverski, i durant el període 1796-1802 va ser part de la província de la Petita Rússia. A partir del 27 de febrer de 1802, Klintsí va passar a formar part de la província de Txernígov (Txerníhiv) i el districte de Suraj.
Des dels anys 1830 s'hi va desenvolupar la indústria tèxtil, que gradualment esdevendria la indústria més important de la ciutat. Al final del segle xix s'hi va concentrar més de 90% de la indústria tèxtil de la província de Txernígov. Això va fer que rebés el malnom de «la Manchester de la província de Txernígov».
A partir del 1918 d'acord amb Tractat de Brest-Litovsk la ciutat va passar a formar part de la República Popular d'Ucraïna, a la província de Txerníhiv i districte de Suraj. L'11 de juliol de 1919, passa a formar part de la província de Gomel (Hòmiel) de la República Socialista Federada Soviètica de Rússia, també al districte de Suraj. A partir de 1921 Klintsí esdevé a ser la capital del districte en detriment de Suraj. El desembre de 1926, Hòmiel passa a la República Socialista Soviètica de Belarús, però Klintsí roman dins la RSFSR, ara com a part de l'óblast de Briansk.
Des del 19 d'octubre de 1937 fins al 5 de juliol de 1944, la ciutat de Klintsí va formar part de l'óblast d'Oriol. Posteriorment va retornar a la de Briansk, fins a l'actualitat.
Durant Segona Guerra Mundial la ciutat va ser ocupada per tropes alemanyes des del 20 d'agost de 1941 al 25 de setembre de 1943.
La ciutat es va veure moderadament afectada per la radiació de l'accident de Txernòbil del 1986.

## Ciutats agermanades
Klintsí està agermanada amb:
- Kiustendil, Bulgària